# Småtjärnarna (Lits socken, Jämtland, 700433-147130)
Småtjärnarna är en sjö i Östersunds kommun i Jämtland och ingår i Indalsälvens huvudavrinningsområde.